# Hotel Somer
Hotel Somer (ook wel: warenhuis Thomas of herberg De Gouden Roemer) is een voormalige horeca-gelegenheid en warenhuis gelegen aan de Marktstraat in Assen.
Het is niet precies bekend hoe oud het gebouw is. Er werd al minstens vanaf 1607 een herberg gedreven en het is mogelijk dat daar toen een gebouw van het in die tijd geseculariseerde klooster voor gebruikt is. Het is sinds die tijd steeds een herberg en later hotel geweest, tot dat het in 1938 sloot en er een warenhuis in werd gevestigd.

## Locatie
Het pand is gelegen aan de Marktstraat, zowaar op de hoek van de Brink. Ten oosten van het pand heeft in de kloostertijd de boerderij van het klooster gelegen.

## Geschiedenis

### Herberg
De eerste bewoner op deze plek die bij naam bekend is, is Melchior Wijerts. Hij komt voor het eerst voor in de archieven in 1602 en uit documenten uit 1609 blijkt dat hij hier een herberg dreef. Daarnaast had hij een aantal overheidsfuncties, zo was hij tollenaar en dijkmeester. In die laatste functie was hij ook verantwoordelijk voor de aanleg en het onderhoud van de wegen. Daarnaast was hij ook gevangenenbewaarder. Uit deze opsomming van functies is af te leiden dat het drijven van een herberg destijds geen dagtaak was.
Wijerts overleed vóór 1625, waarna zijn weduwe hertrouwde met Johan Lamberts Wijnties. Toen begon er een periode waarbij de herberg drie generaties in handen was van de familie Wijnties, deze duurde tot 1719. In deze periode kreeg de herberg in 1660 ook de functie van Posthuis en onder die naam raakte de herberg dan ook bekend. Toen Jan Wijnties omstreeks 1719 overleed, kwam de herberg in het bezit van zijn dochter Jannetje, die getrouwd was met Lambert Tabingh. Tabingh bezat al een herberg aan de Brink en dus beheerde het echtpaar vanaf die tijd twee herbergen. Dat bleek op een gegeven moment toch te veel werk, want in 1726 werd de herberg verhuurd aan Reitse Rones Bloemberg en Engeltje Aukes. Toen Lambert stierf werd de inboedel verdeeld onder zijn kinderen. Jan Wijnties Tabingh kreeg de herberg aan de Brink, en zijn dochter Lamina  kreeg het Posthuis. Lamina Tabingh wist een succesvolle onderneming te maken van haar herberg, want toen ze overleed in 1785 en haar erfgenamen de herberg wilden verkopen, bleek wel uit de omschrijving in de verkoopadvertentie dat het Posthuis inmiddels een logement van aanzien was geworden.
Het logement werd gekocht door Albert Zwarts, kastelein van logement ‘de Veenhoop’ in Smilde. Hij geeft het logement een nieuwe naam; de ‘'Gouden Roemer’'. De zaken gingen goed en in 1815 kon Zwarts zich als rentenier vestigen in het pand Brink 24, zijn schoonzoon Hendrik Somer nam de zaak van Zwarts over.
De zoon van Hendrik, Willem Somer, verhuisde in 1851 naar het hotel en nam na het overlijden van van zijn vader in 1858 definitief de zaak over tot zijn eigen overlijden in 1877. Na zijn overlijden hebben zijn erfgenamen het een tijd verhuurd tot dat het in 1883 werd verkocht aan Egbert Panman uit Wildervank. Hij liet onder andere de gevel verfraaien. Het was in die tijd het meest voorname hotel in de wijde omgeving.

### Warenhuis
Na Panman heeft het hotel nog een paar andere eigenaars gehad, maar in 1938 moest het sluiten. De firma Thomas vestigde er zijn 'bazaar' in, welke na de oorlog werd uitgebouwd naar een warenhuis. De verbouwing duurde ongeveer van 1953 tot 1956 en was ingrijpend te noemen; er werd een verdieping op het pand gezet en er werd een betonnen pui aangebracht, waardoor de oude voorgevel verdween. Het warenhuis Thomas werd al snel een begrip, het was de eerste winkel in Assen die een roltrap had. De aanwezigheid van een groter warenhuis in het oude zuidelijke deel van de Asser binnenstad zorgde er ook voor dat niet al het kopend publiek alleen maar ging winkelen in het nieuwe noordelijke deel van de binnenstad. In 1985 sloot het warenhuis, daarna hadden diverse winkelbedrijven er een plek. Anno 2023 gebruikt woonwinkel Sfeer.nl de begane grond en zit sportschool Fitness Factory Jan Kats op de bovenverdieping.

## Afbeeldingen

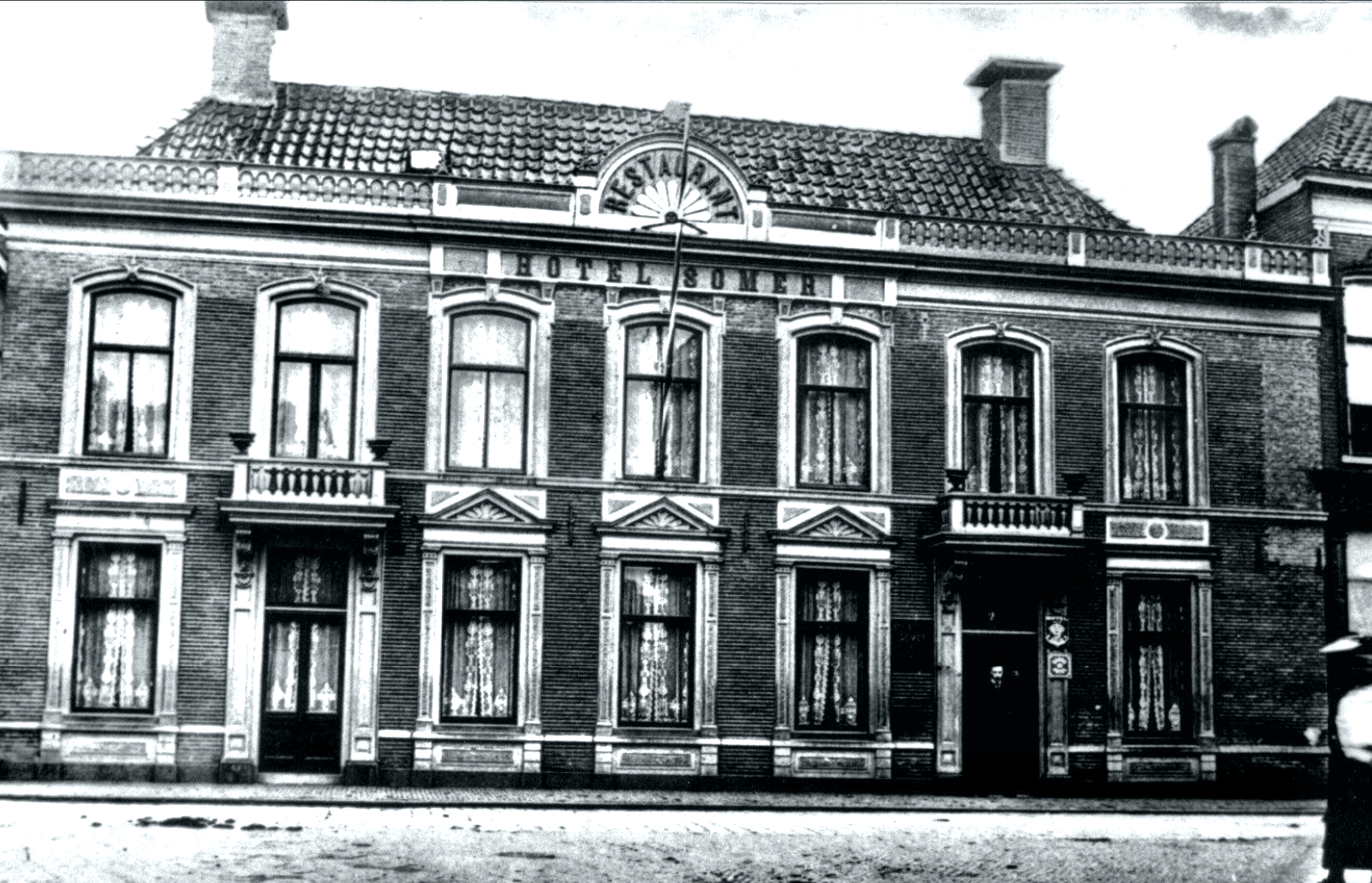
Hotel Somer tussen 1907 en 1912
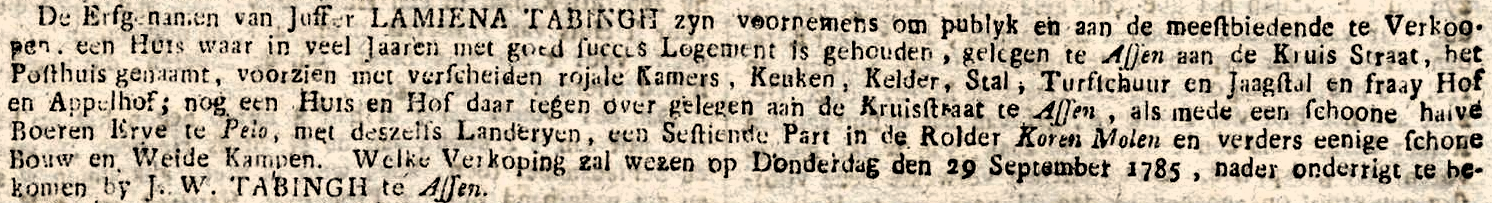
Advertentie uit 1785 waarin de herberg te koop werd aangeboden